# Pranoterapia
La pranoterapia è una pratica di medicina alternativa che consiste nell'imposizione delle mani in corrispondenza della parte malata allo scopo di permettere il passaggio di prana (un supposto "soffio vitale") tra il corpo dell'operatore e quello del paziente. Chi pratica la pranoterapia si definisce pranoterapeuta o pranoterapista.
Essendo il prana un concetto religioso mutuato dall'Induismo, tale pratica dovrebbe essere utilizzata per il benessere spirituale, tuttavia alcuni operatori e associazioni di operatori propongono la pranoterapia come pratica terapeutica, nonostante non abbia mai avuto alcun riscontro scientifico riguardante l'efficacia ad eccezione dell'effetto placebo.
In Italia da alcuni anni, allo scopo di tutelare sia la qualità dei trattamenti ricevuti sia la professionalità dei praticanti, alcune associazioni di operatori collaborano con il Consiglio Nazionale dell'Economia e del Lavoro (CNEL) per definire limiti e competenze e regolamentarne la professione; per questo motivo, non essendo la pratica una terapia in senso medico, sono stati proposti i termini alternativi prano-pratica e prano-tecnica.
Ad oggi la professione della prano-pratica è regolamentata solamente nella regione Toscana come disciplina bionaturale.
La pranoterapia si differenzia dalla pratica simile del reiki, al di là della terminologia utilizzata (prana e ki sono concetti paragonabili), in quanto nella pranoterapia si presuppone un passaggio di prana tra il corpo dell'operatore e il corpo del paziente mentre nel reiki l'operatore è considerato un mezzo per il presupposto passaggio di Rei, intesa come energia formante l'universo, e il paziente.
La pranoterapia non va confusa con il Pranic Healing, che è una disciplina spirituale complessa, basata anch'essa sul prana, ma che utilizza il concetto in modo differente ed elabora diverse tecniche oltre alla semplice imposizione delle mani.

## Presupposti filosofici ed effetto placebo
La pranoterapia si fonda su basi filosofiche; tratto distintivo della pranoterapia è dato dalla gran parte di quei guaritori che, operando con l'imposizione delle mani, attribuiscono questa loro supposta capacità guaritrice ad un qualcosa (che alcuni chiamano "fluido", altri "forza" e altri "energia") che proverrebbe dall'interno del proprio corpo e, attraversando le mani, entra nel corpo del ricevente. Il termine "prana", introdotto per dare un nome a questo "qualcosa", è stato accolto con grande successo da numerosi guaritori italiani senza però mutuarne il significato religioso induista.
La pranoterapia si basa sui seguenti presupposti:
- che esista il prana (o comunque un "fluido", una "forza" o un'"energia" a cui si può dare il nome di prana) il quale è presente in ogni corpo umano e in ogni organo del corpo umano, in maggiore o minore quantità da individuo a individuo e da organo a organo;
- che il prana in un corpo o in un organo possa trovarsi in stati di maggiore o minore equilibrio, fino a trovarsi in stati di maggiore o minore squilibrio, e che all'equilibrio di prana corrisponda il benessere (del corpo o dell'organo) mentre allo squilibrio di prana corrisponda il malessere e addirittura la malattia;
- che il prana si possa trasferire dal corpo dell'operatore al corpo del ricevente tramite l'imposizione delle mani in corrispondenza del malessere e che questo trasferimento possa riportare l'equilibrio nel prana (e quindi il benessere) di chi riceve.

Il primo punto fa parte della sfera religiosa o spirituale di una persona e dunque si trova al di fuori dell'indagine scientifica.
Il secondo punto, sostenendo che l'origine dei malesseri e delle malattie sia da attribuire a squilibri di una presunta "forza" o "energia" interna all'organismo, entra già in conflitto con la medicina in quanto è ormai provata l'esistenza di agenti patogeni (ossia in grado di causare malattie) la cui origine è esterna all'individuo.
Il terzo punto si può comunque sottoporre ad analisi sperimentale ed infatti sono stati effettuati diversi esperimenti volti a verificare se questo supposto passaggio di prana può migliorare le condizioni di un paziente, ma l'unica prova di efficacia riscontrata su pazienti sottoposti a pranoterapia è la stessa di un placebo.

## Trattamenti
Secondo la delibera del Consiglio regionale toscano n.1 del 28 gennaio 2009, il professionista di prano-pratica può operare secondo le seguenti competenze:
(Consiglio regionale toscano)
Il presupposto fondamentale nell'evoluzione di questa definizione è che l'operatore non interviene per ripristinare uno stato di benessere partendo da uno stato di malessere (ossia non cura e non può curare nel senso medico del termine), bensì interviene per mantenere e rafforzare uno stato di benessere già esistente; in questo senso la prano-pratica è considerata, insieme con altre discipline definite "bionaturali", una medicina complementare dalla regione Toscana.

## Storia
Il termine pranoterapia deriva dal sanscrito "प्राण (prāṇa)", che significa "respiro vitale, energia vitale", e dal greco antico "θεραπεία (therapéia)", che significa "cura, guarigione" e quindi "terapia".
Il primo centro di pranoterapia nasce in Italia, a Torino, negli anni 1970;
a partire dagli anni 1980 la parola "pranoterapia" conosce un successo dapprima presso gli stessi guaritori italiani che operano con l'imposizione delle mani e in seguito, grazie al rilievo mediatico delle pubblicità di numerosi pranoterapeuti, trasmesse dalle prime televisioni locali, la pranoterapia entra rapidamente nella cultura italiana, dapprima come fenomeno di costume (sono molti infatti coloro che si propongono come improbabili cartomanti-pranoterapeuti o astrologi-pranoterapeuti).
La pranoterapia si propone come continuazione ed evoluzione di antiche pratiche tradizionali, presenti solitamente nelle campagne italiane, usate da guaritori che operano con l'imposizione delle mani; integra la tradizione, generalmente legata alla dimensione soprannaturale e alla superstizione, tentando di dare una spiegazione scientifica o presunta tale del fenomeno, assorbendo talvolta le ipotesi del "magnetismo animale" dal mesmerismo e talvolta le ipotesi "energetiche" dalle filosofie orientali, che dalla fine del XX secolo stanno influenzando la medicina alternativa occidentale; a partire dagli anni 1990 la pranoterapia si manifesta come una realtà rilevante in Italia. Nonostante l'origine recente della parola, il fenomeno ha raggiunto una rilevanza tale che in italiano si usa chiamare col nome "pranoterapia" anche tutte quelle pratiche che presumono la guarigione tramite il semplice contatto delle mani di una persona, ritenuta dotata di qualche potere taumaturgico, con la parte malata.
Dalla metà degli anni 2000 si sta cercando di regolamentarne la professione; il Consiglio Nazionale dell'Economia e del Lavoro (CNEL), l'organo di rilievo costituzionale che ha tra le altre la competenza in merito, si sta avvalendo della consulenza di quattro associazioni di operatori allo scopo di definire i limiti e le competenze per tutelare sia la qualità dei trattamenti ricevuti sia la professionalità degli operatori. Siccome non si tratta di una terapia nel senso medico del termine, sono stati proposti i termini "prano-pratica" e "prano-tecnica". Attualmente un progetto di legge, riguardante tutte le discipline olistiche in generale compresa la prano-pratica, giace in parlamento dal 2006;
ad oggi la prano-pratica è regolamentata come professione solamente nella regione Toscana come disciplina bionaturale.

## Profilo degli operatori
Ad alcuni operatori è stato chiesto in che modo hanno scoperto di poter trasferire il loro prana; queste sono state le loro risposte:
| incontrando un altro pranoterapeuta        | 28% |
| a seguito di una malattia/trauma personale | 23% |
| a seguito di una malattia/trauma altrui    | 12% |
| per caso                                   | 12% |
| familiarità/ereditarietà                   | 8%  |
| altro                                      | 17% |

Il 76% degli intervistati sostiene inoltre di aver scoperto questa capacità in età adulta.

## Ipotesi
I pranoterapeuti avanzano alcune ipotesi per avvalorare il presunto funzionamento della pranoterapia, quelle tra loro più condivise, pur non essendo alcuna di esse scientificamente provata, sono le seguenti:

### Ipotesi psicosomatica
Secondo questa ipotesi, priva di riscontri oggettivi, ogni malattia sarebbe psicosomatica in quanto la costituzione psicofisica del malato potrebbe avere un peso nell'insorgenza e nel decorso delle affezioni, ogni patologia influenzerebbe poi anche la psiche.
Le affezioni psicosomatiche sarebbero perciò dovute ad uno squilibrio di quello che i pranoterapeuti chiamano sistema psico-neuro-endocrino-immunologico che, quando si protraesse nel tempo e superasse la soglia di tolleranza, diventerebbe la causa o la concausa del disturbo fisico. Su questa convinzione si basano molte ricerche volte a trovare il nesso causale fra stress e malattia.
Secondo i pranoterapeuti la pranoterapia, e il trattamento aurico in particolare, comporterebbero non soltanto cambiamenti fisici ma anche psicologici, mentali ed emotivi, nel paziente. Il primo passo per raggiungere la buona salute consisterebbe nel non negare l'esistenza di un problema e nel non reprimere i sentimenti che questo suscita. La strada che conduce alla guarigione si articolerebbe poi in sette tappe, che ricalcano lo schema formulato da Elisabeth Kübler Ross sugli stadi della morte.
La Kubler Ross ha individuato cinque fasi di avvicinamento alla morte in malati terminali:
- il rifiuto
- la rabbia
- il patteggiamento
- la depressione
- l'accettazione

Nel percorso verso la salute vi sono altre due tappe successive:
- la rinascita
- la ristrutturazione

### Ipotesi energetica
Quest'ipotesi, anch'essa priva di riscontri oggettivi, si basa sull'assunto che ogni cosa nell'universo sia costituita da una particolare forma di energia e che quindi anche l'uomo sarebbe il prodotto di cosiddetti campi energetici.
Nella tradizione indiana quest'energia prende il nome di prana da cui il nome di pranoterapia, ed è considerata l'elemento base delle diverse forme di vita.
Secondo questa ipotesi, esisterebbero dei micro campi magnetici causati dal flusso di entità chiamate biofotoni, servendosi di una cosiddetta immunoneuromodulazione farebbe attivare le difese immunitarie dell'organismo mediante la stimolazione delle zone linfatiche e di riflessi nervosi e farebbe avvenire la liberazione di "endorfine". In base a ciò, l'azione riequilibratrice energetica, si servirebbe dei chakra, che sarebbero delle specie di centraline bioenergetiche del corpo umano.
In tutti gli studi scientifici volti a comprovare eventuali poteri pranoterapici, tuttavia, non si è mai assistito ad alcuna irradiazione di energia paranormale da parte dei pranoterapeuti, né è mai stata trovata alcuna prova che gli stessi fossero in grado di produrre effetti benefici sul corpo di persone malate.

### Ipotesi naturale
Il concetto che sta alla base di questa ipotesi è l'energia vitale (prana).
Il prana si troverebbe in tutte le cose animate, circondandole e penetrandole, per cui l'apparente mancanza di vita sarebbe dovuta a una minore manifestazione di questa energia.
Il prana sarebbe presente in tutte le manifestazioni della natura. Analogamente all'assimilazione dell'ossigeno nel sangue, il prana verrebbe concentrato nel sistema nervoso e scambiato con tutti i tessuti, donando loro forza e vitalità.

## Pranoterapia e cristianesimo
La Chiesa cattolica, mediante un documento della Conferenza Episcopale Italiana del 7 luglio 2000 sulle istituzioni sanitarie cattoliche, invita alla prudenza riguardo alle medicine alternative tra cui la pranoterapia:
"(…) un gruppo assai eterogeneo di pratiche terapeutiche, più o meno diffuse, più o meno conosciute (...) Senza entrare nel merito di una loro possibile efficacia, bisogna rilevare innanzitutto la possibilità di un eventuale danno per il paziente che vi si sottoponga, abbandonando al contempo una terapia più “tradizionale” ma di provata efficacia. Il secondo, più delicato problema, anche di ordine pastorale per la Chiesa, riguarda il possibile coinvolgimento, da parte di alcune di esse, con filosofie orientali difficilmente compatibili con la fede cattolica e qualche volta persino accompagnate da pratiche occultistiche. Pertanto (…) la Chiesa deve sentirsi fortemente interpellata ad approfondire il problema, acquisendo la necessaria competenza per un sicuro discernimento, nel rispetto della metodologia scientifica che riconosce nella medicina una scienza sperimentale. In particolare, occorre chiedersi se il ricorso sempre più frequente alla medicina non convenzionale non sia per caso l'effetto di non adeguate applicazioni della medicina allopatica." (Ufficio nazionale CEI per la pastorale della sanità)